# Зушман Іван Михайлович
Іван Михайлович Зушман (нар. 3 січня 1940, с. Шишківці, Борщівський район, Тернопільська область) — український науковець-фізик, кандидат фізико-математичних наук, доцент Чернівецького національного університету ім. Ю. Федьковича, педагог, громадський діяч.

## Життєпис
Іван Зушман народився в селянській родині. З 1947 до 1950 року навчався в Шишківській початковій школі, з 1950 до 1954 року — в Сков'ятицькій семирічній школі, а з 1954 до 1957 — в Королівській середній школі Борщівського району, яку закінчив з медаллю. Цього ж року вступив на фізичне відділення фізико-математичного факультету Чернівецького державного університету, навчання на якому з відзнакою закінчив у 1962 році зі спеціалізацією «Теоретична фізика» і був залишений на викладацьку роботу на факультеті.
Працював асистентом, а згодом з 1967 р. — старшим викладачем кафедри теоретичної фізики ЧДУ.
У 1974 році вступив до аспірантури при кафедрі теоретичної фізики (науковий керівник — професор В. М. Ніцович). Консультувався з професором А. Ф. Лубченком з Інституту теоретичної фізики. Аспірантуру закінчив у 1978 році.
Після завершення аспірантури працював старшим викладачем кафедри теоретичної фізики ЧДУ. У 2001 році перейшов працювати доцентом кафедри «Радіотехніки та захисту інформації» фізичного факультету ЧНУ ім. Ю. Федьковича.

## Наукова та викладацька діяльність
Починаючи з 1962 року читав курси лекцій: «Електродинаміка», «Класична теорія твердого тіла», "Математичні методи в радіотехніці, «Технічна механіка». Викладаючи на фізичному факультеті ЧДУ (ЧНУ) читав курси лекцій «Акустичні коливання і хвилі», «Електро-оптичні та оптичні системи», «Поля і хвилі в системах технічного захисту інформації», «Охорона праці в телекомунікаціях» та ін.
Наукова діяльність була пов'язана з теоретичними дослідженнями оптичних властивостей напівпровідникових кристалів, якими він займався з 1962 до 2015 року.
31 жовтня 1978 року на Вченій раді фізичного факультету ЧДУ І. Зушман успішно захистив кандидатську дисертацію на тему «Домішкове і екситонне поглинання світла в легованих твердотільних кристалах» за спеціальністю 01.04.10 — фізика напівпровідників і діелектриків. А 07.02.1979 р. ВАК СРСР йому присуджено вчену ступінь кандидата фізико-математичних наук. Вчене звання доцента кафедри теоретичної фізики І. Зушману присвоєно 10.05.1984 року. Ним особисто та у співавторстві опубліковано понад 50 наукових, присвячених теоретичному обґрунтуванню оптичних явищ в напівпровідникових кристалах.
І. Зушман розробив також ряд науково-методичних робіт: «Електронно-оптичні та оптичні системи», «Акустичні коливання і хвилі», "Поля і хвилі в системах технічного захисту інформації, «Охорона праці в телекомунікаціях», «Нарис розвитку фізичних досліджень у ЧДУ ім. Ю. Федьковича», «Історія фізики».

## Громадська діяльність
Упродовж роботи в ЧДУ активно займався громадською роботою. Так, з 2005 до 2015 р. він очолював Методичну раду фізичного факультету. З 2000 до 2015 був членом Вченої ради ЧНУ та Вченої ради фізичного факультету. З 2002 до 2010 року був Головою університетського осередку Товариства «Просвіта» і членом Правління Чернівецького обласного об'єднання ВУТ «Просвіта» ім. Т. Шевченка.
З 1991 р. бере активну участь в діяльності Буковинського коша Українського козацтва.
Був одним з ініціаторів та організаторів чоловічої хорової капели ЧДУ, брав постійну участь в хорових колективах фізичного факультету та університету.
Є учасником народної самодіяльної чоловічої хорової капели «Дзвін» ім. Т. Стінкового Чернівецького національного університету ім. Ю. Федьковича, а також є старостою цієї капели. Крім цього, він співає в хорі «Осанна» катедрального собору УГКЦ Успіння Пресвятої Богородиці в м. Чернівці.

## Основні праці
- Історія фізики: курс лекцій / Друкується за ухвалою редакційно-вченої ради Чернівецького національного університету ім. Ю. Федьковича. Уклад.: І. М. Зушман. — Чернівці: Книги — XXI, 2007. — 136 c.
- Охорона праці в телекомунікаціях. Навчальний посібник / Укл. Зушман І. М., Брайлович В. В. — Чернівці: Рута, 2006. — 64 с.
- Акустичні коливання та хвилі. Навчальний посібник / Укл. Зушман І. М., Брайловський В. В. — Чернівці: Рута, 2006. — 82 с.
- Електронно-оптичні та оптичні системи: навчальний посібник / Укл. І. М. Зушман, Г. І. Ластівка. — Чернівці: ЧНУ, 2014. — 94 с.
- Поля і хвилі в системах технічного захисту інформації [Текст]: навч. посіб. / М-во освіти і науки, молоді та спорту України, Чернів. нац. ун-т ім. Юрія Федьковича; уклад.: Л. Ф. Політанський, І. М. Зушман. — Чернівці: ЧНУ, 2011. — 59 с.: рис., табл. — Бібліогр.: с. 59.
- З піснею у серці: збірка українських пісень з нотами / Укл. І. М. Зушман, В. В. Бакай, І. Р. Кочерган, В. І. Чевка, В. М. Москалюк. — Чернівці: Наші книги, 2018. — 512 с.

## Нагороди
Відзначений ювілейними медалями до 70-річчя УПА та 100-річчя провідника ОУН Степана Бандери.
За значний особистий внесок в справу навчання та виховання студентської молоді, активну участь в громадському житті міста з нагоди 125-річчя від дня заснування університету в жовтні 2000 року Міський голова нагородив І. Зушмана Почесною грамотою.
За вагомий внесок у поглиблення національно-патріотичного виховання, активну громадянську позицію та з нагоди 55-ї річниці від дня заснування народної аматорської чоловічої капели «Дзвін» ім. Т. Стінковича Голова Чернівецької облдержадміністрації 29 травня 2024 року надіслав І. Зушману Подяку, а Чернівецьке обласне об'єднання ВУТ Просвіта ім. Т. Шевченка — Грамоту.

## Родина
Батько — Зушман Михайло Дем'янович (05.05.1913, с. Шишківці, Борщівського р-ну, Тернопільської обл. — загинув на війні в жовтні 1944 р.), Мати — Зушман (Синюк) Катерина Григорівна (18.12.1918, с. Шишківці — 09.08.2000, там само). Дружина — Зушман (Таралевич) Клавдія Семенівна (24.12.1943 — 13.06.2022) — математик-програміст. Дочка Ольга (06.05.1967 р. м. Чернівці — 17.10.2014 р., м. Чернівці) — математик-програміст.